# Zoo di Pechino
Lo zoo di Pechino (cinese tradizionale 北京動物園, cinese semplificato 北京动物园, pinyin běi jīng dòng wù yuán), si trova nella zona di Xizhimen, nella parte occidentale di Pechino, Cina. Dopo la fondazione della Repubblica Popolare era noto come parco della Periferia occidentale (Xijiao Gongyuan). Al suo interno si alternano giardini coltivati a fiori e scenari più selvaggi, come fitti boschetti, prati, un piccolo ruscello, stagni di loto e piccole colline con padiglioni e sale.
Le attrazioni principali dello zoo sono gli animali rari e selvaggi della Cina, come il panda gigante, la scimmia del Sichuan, le tigri della Manciuria, il cervo dalle labbra bianche, gli yak del Tibet, enormi tartarughe marine, orsi polari, canguri e zebre. Nello zoo si trova anche un centro di ricerca zoologica che accoglie razze rare di animali dai vari continenti.

## Costruzione

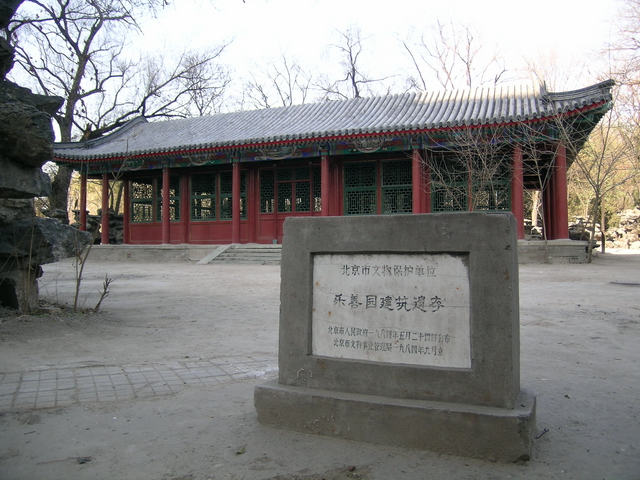
Giardino Le Shan

Lo zoo si sviluppa su più di 50.000 metri quadrati, incluse le sale delle scimmie, dei panda, delle tigri e leoni, degli elefanti e altre, per un totale superiore alle trenta. In ognuna vengono esposti gli habitat degli animali, con molti alberi e piante.

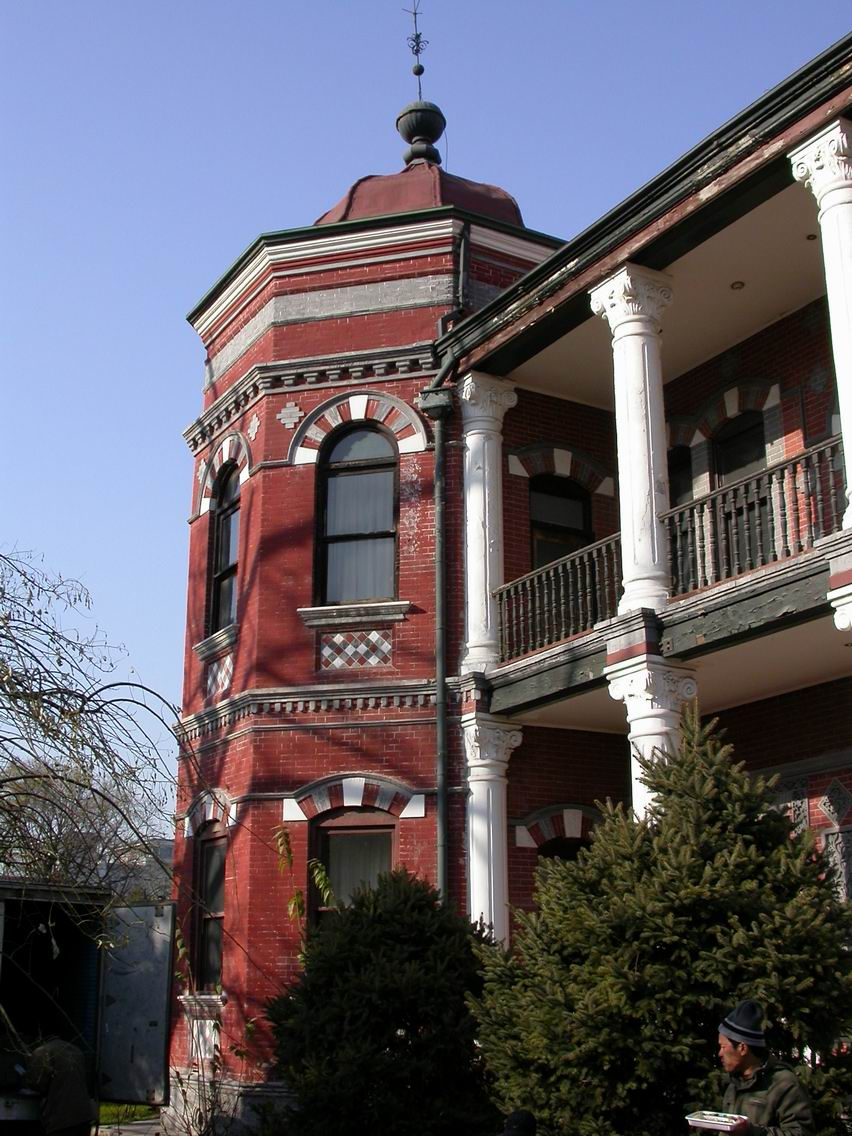
Chang Guan lou

Nel 1999 fu aperto all'interno dello zoo l'oceanario di Pechino, il più grande del paese, con un acquario e vasche per gli spettacoli di delfini e leoni marini.
Inoltre all'interno del complesso si trovano edifici risalenti alla dinastia Qing.

## Storia
In origine chiamato "giardino dei diecimila animali", lo zoo fu costruito nel 1908 nel distretto di Xicheng, accanto ai padiglioni per esposizioni e di fronte all'osservatorio astronomico. Sull'area esisteva una residenza risalente alla dinastia Ming (1368 - 1644). Sotto la dinastia Qing c'erano coltivazioni di piante e allevamenti di animali. Dopo la fondazione della Repubblica Popolare venne ricostruito e chiamato parco della Periferia occidentale, per ritornare a chiamarsi zoo di Pechino nel 1955.

## Presente
Lo zoo si è sviluppato velocemente e nel 1987 copriva più di 40.000 m². Orsi, elefanti, panda, leoni, tigri, usignoli, ippopotami, rinoceronti, antilopi e giraffe furono inclusi nello zoo nei tardi anni cinquanta, mentre successivamente vennero aperti le gabbie per gorilla e scimmie e l'acquario con esemplari di più di cento specie di rettili da tutto il mondo, inclusi coccodrilli e pitoni.
Lo zoo di Pechino ospita oggi più di 7.000 animali di 600 specie diverse dal mondo intero.

## Orari di apertura
7:30-18.00 (1 aprile – 31 ottobre); 7:30-17.00 (1 novembre – 31 marzo)

## Biglietti
15 RMB (circa 2€, 1 aprile – 31 ottobre); 10 RMB (circa 1,30€, 1 novembre – 31 marzo)

## Galleria d'immagini

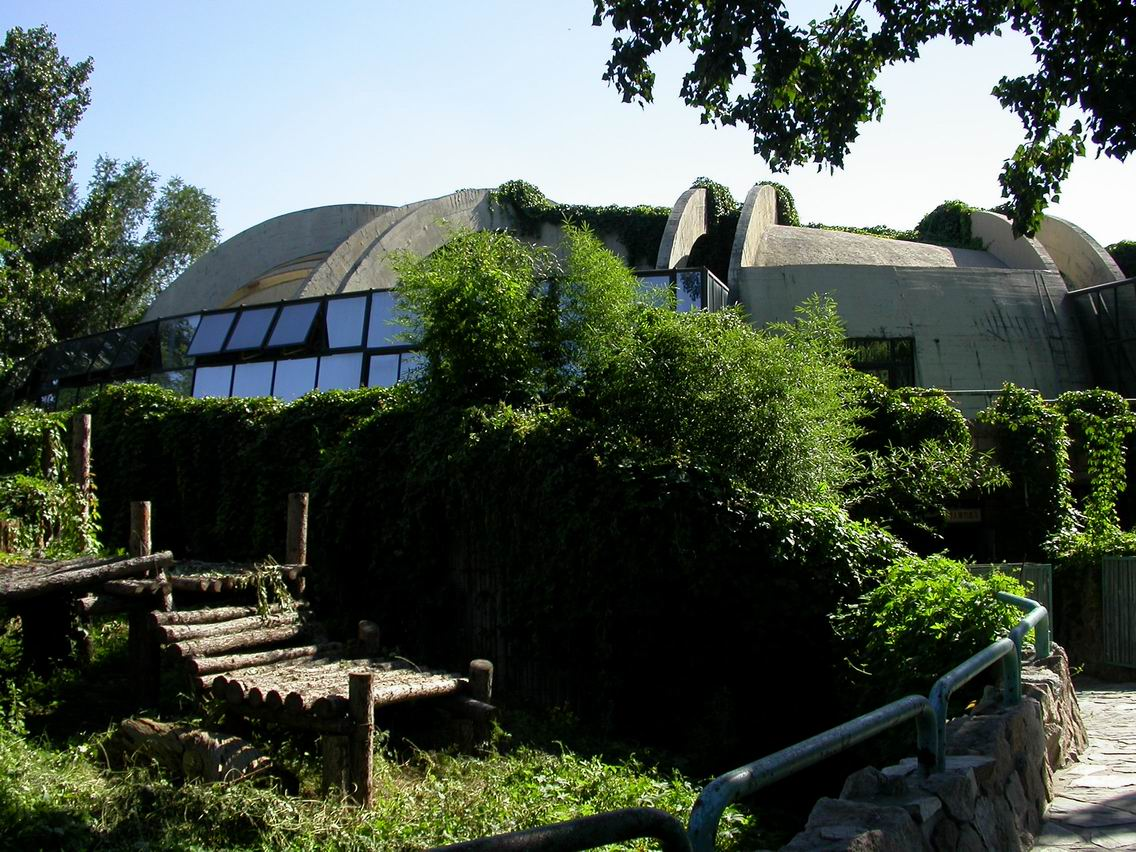
La casa dei panda

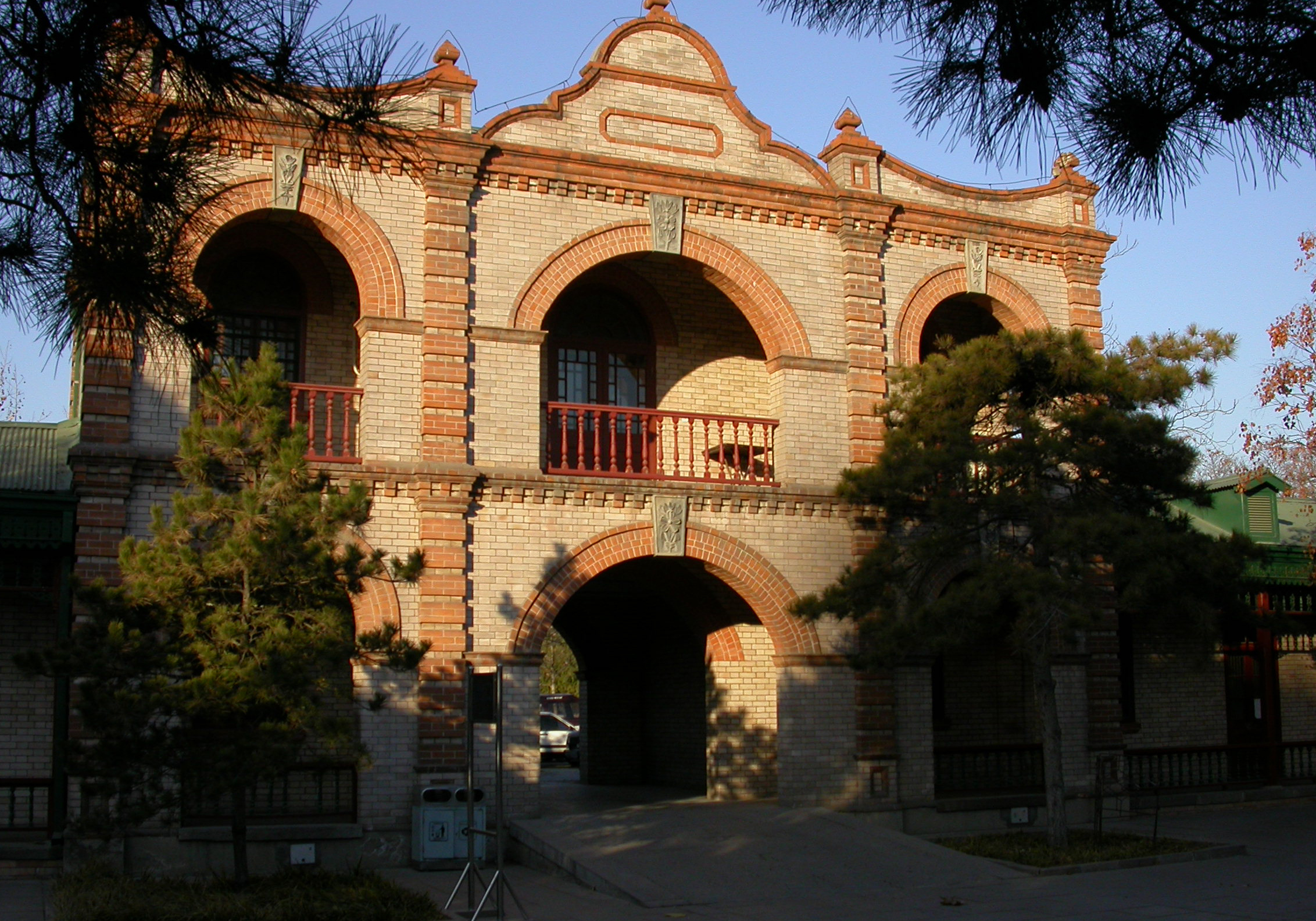
Uffici

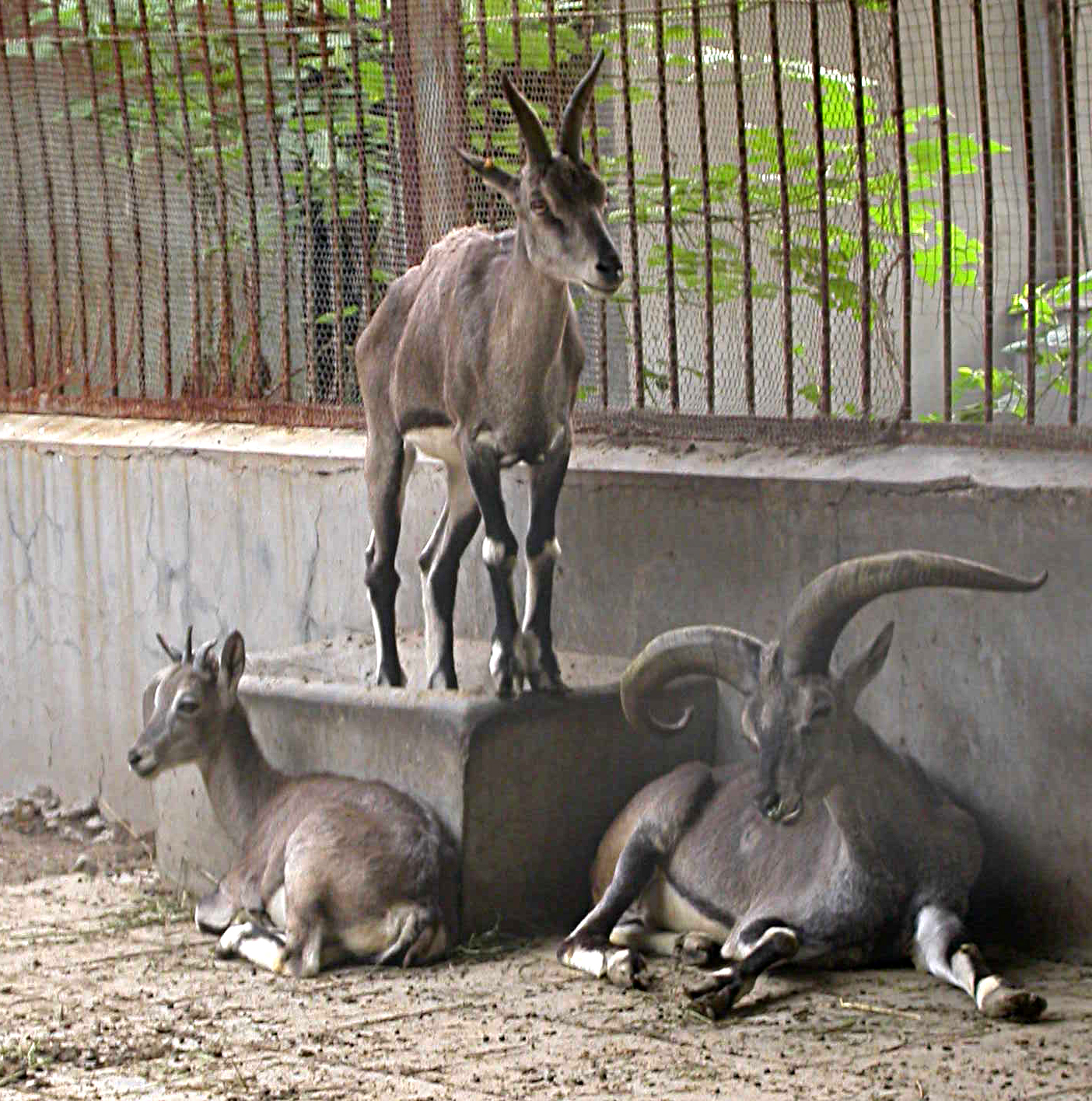
Bharal (Pseudois nayaur)
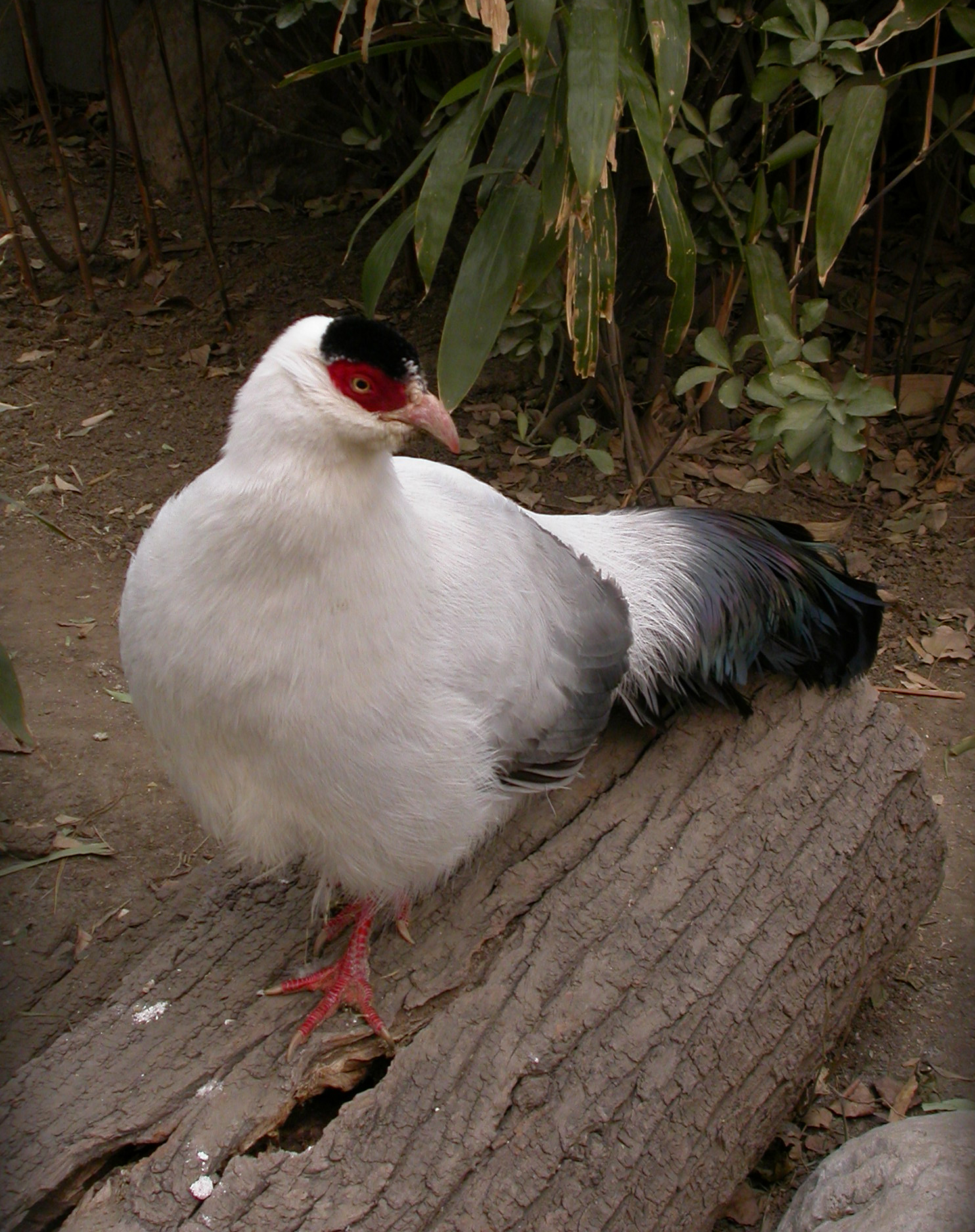
Fagiano orecchiuto bianco (Crossoptilon crossoptilon)
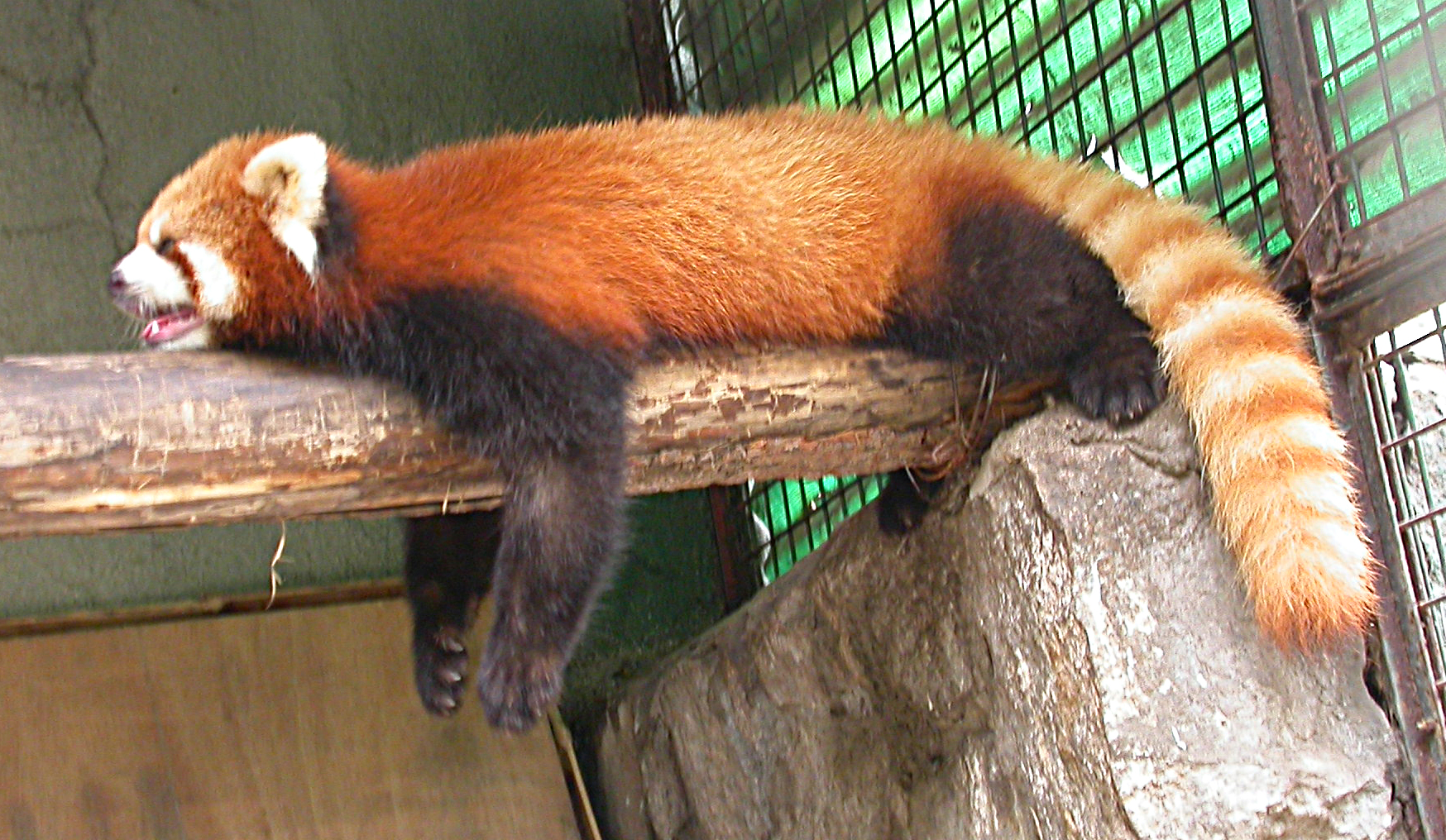
Panda rosso (Ailurus fulgens)
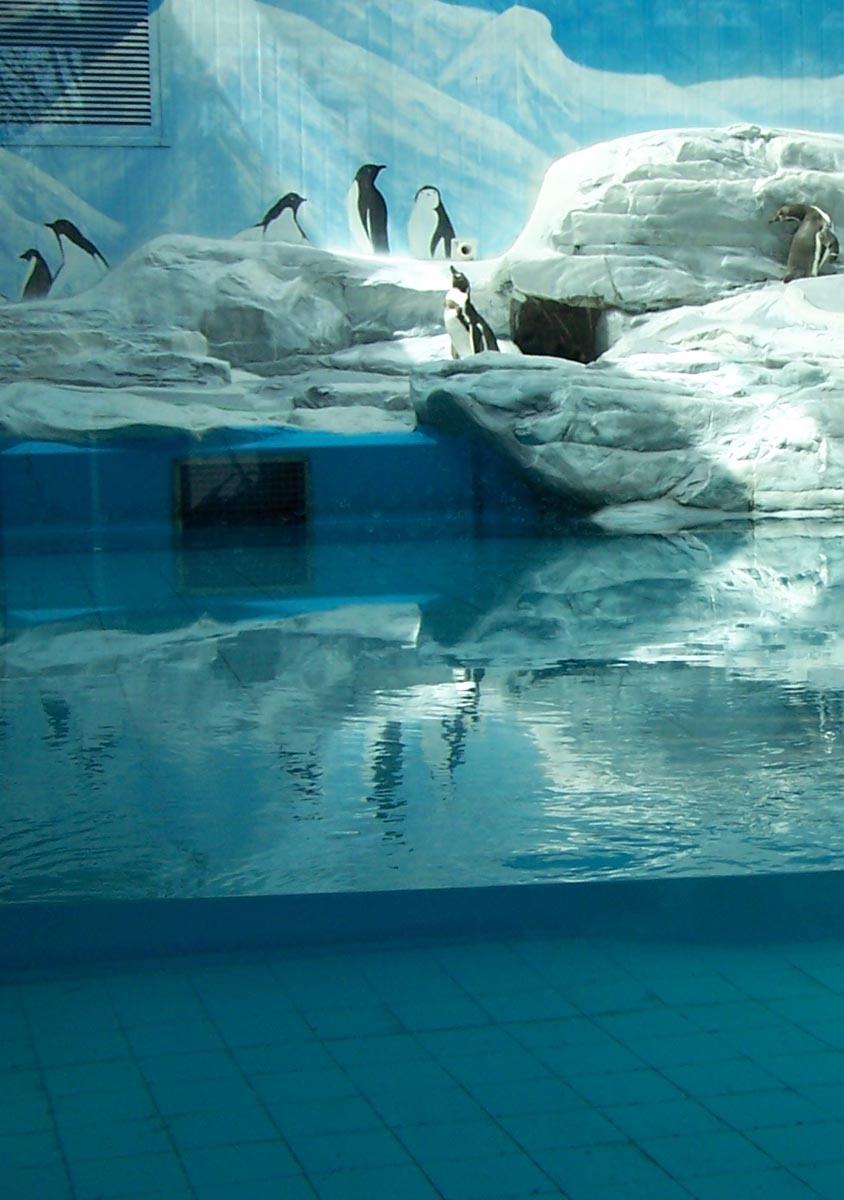
Pinguino di Humboldt